# Svetlana Lesiukova
Svetlana Yuryevna Lesiukova o Svetlana Yuryevna Leshukova (en ruso: Светлана Юрьевна Лешукова) (Ekaterimburgo, Rusia, 7 de junio de 1974) es una nadadora retirada especializada en pruebas de estilo libre y estilo mariposa. Fue campeona mundial en las pruebas de 50 metros libres y 100 metros mariposa durante el Campeonato Mundial de Natación en Piscina Corta de 1995.
Representó a Rusia en los Juegos Olímpicos de Barcelona 1992 y Atlanta 1996.

## Palmarés internacional
| Campeonato Mundial de Natación en Piscina Corta | Campeonato Mundial de Natación en Piscina Corta | Campeonato Mundial de Natación en Piscina Corta | Campeonato Mundial de Natación en Piscina Corta |
| Año                                             | Lugar                                           | Medalla                                         | Prueba                                          |
| ----------------------------------------------- | ----------------------------------------------- | ----------------------------------------------- | ----------------------------------------------- |
| 1995                                            | Río de Janeiro ( Brasil)                        | Medalla de oro                                  | 50 m libre                                      |
| 1995                                            | Río de Janeiro ( Brasil)                        | Medalla de oro                                  | 100 m mariposa                                  |
| 1995                                            | Río de Janeiro ( Brasil)                        | Medalla de plata                                | 100 m libres                                    |
| Campeonato Europeo de Natación                  |                                                 |                                                 |                                                 |
| Año                                             | Lugar                                           | Medalla                                         | Prueba                                          |
| 1993                                            | Sheffield ( Reino Unido)                        | Medalla de bronce                               | 4 × 100 m libres                                |
| 1997                                            | Sevilla ( España)                               | Medalla de bronce                               | 4 × 100 m libres                                |